# Лозуватка (Затишнянська сільська громада)
Лозува́тка — село в Україні, у Затишнянській сільській громаді Кам'янського району Дніпропетровської області.
Населення — 152 мешканця.

## Географія
Село Лозуватка знаходиться на березі пересихаючої річечки, нижче за течією примикає село Преображенка. Поруч проходить автомобільна дорога Н11.

## Населення

### Мова
Розподіл населення за рідною мовою за даними перепису 2001 року:
| Мова       | Кількість | Відсоток |
| ---------- | --------- | -------- |
| українська | 146       | 96.05%   |
| російська  | 6         | 3.95%    |
| Усього     | 152       | 100%     |

1. ↑  Рідні мови в об'єднаних територіальних громадах України — Український центр суспільних даних